# 普通长耳蝠
普通长耳蝠（学名：Plecotus auritus）为蝙蝠科长耳蝠属的动物。在中国大陆，分布于黑龙江、青海、内蒙古、甘肃、河北、陕西、山西、新疆、吉林、四川等地，主要生活于森林、树洞、岩洞以及家舍。该物种的模式产地在瑞典。